# فريق فالكونز
فريق فالكونز (بالإنجليزية: Team Falcons) هو فريق رياضات إلكترونية سعودي مسجل في الاتحاد السعودي للرياضات الإلكترونية أسسه مساعد الدوسري عام 2017م، وهو مكون من أقسام عدّة منها قسم صُناع محتوى على منصة يوتيوب وعددهم 13 عضوًا وهم الواجهة الإعلامية للفريق، ولاعبي رياضات إلكترونية يشاركون باسم الفريق في البطولات المحلية والإقليمية والعالمية بالإضافة إلى الأقسام الإدارية والموظفين. يملك صناع المحتوى في فالكونز مع القناة الأساسية للفريق ما مجموعه أكثر من 47 مليون مشترك في شهر صفر 1446هـ -الموافق- أغسطس 2024م على منصة يوتيوب فقط.

## صناع المحتوى
أعضاء فريق صناع المحتوى الـ 13 وهم التالين:
- صالح الزهراني - معروف باسم أُوبِلز.
- بندر مدخلي - معروف باسم بندريتا.
- أحمد آل غالب - معروف باسم أبو عبير.
- محمد الشهري - معروف باسم المكسيكي.
- عبد العزيز الصميلي - معروف باسم عزيز.
- يوسف حناوي - معروف باسم أبو عمر.
- عادل الروقي - معروف باسم عادل.
- عبد الإله الصقعبي - معروف باسم لِـلّي.
- مفرّح عسيري - معروف باسم دربحة.
- فواز الدوسري - معروف باسم إف زِد إكس.
- رائد الشمري - معروف باسم رايد.
- محمد التميمي - معروف باسم محمد أودن.
- سعود العجمي -  معروف باسم أبو السعد.

## الإنجازات
| الإنجاز                                     | المحفل                          | العـــــام | المكان                            |
| ------------------------------------------- | ------------------------------- | ---------- | --------------------------------- |
| بطل كأس العالم للرياضات الإلكترونية         | كأس العالم للرياضات الإلكترونية | 2024       | المملكة العربية السعودية - الرياض |
| جائزة أفضل نادي إبداعي                      | حفل جوائز الرياضات الإلكترونية  | 2023       | المملكة العربية السعودية          |
| أفضل موهبة نسائية لعام                      | حفل جوائز الرياضات الإلكترونية  | 2023       | المملكة العربية السعودية          |
| أفضل لاعبة لعام                             | حفل جوائز الرياضات الإلكترونية  | 2023       | المملكة العربية السعودية          |
| أفضل لاعب للرياضات الإلكترونية لعام 2023    | حفل جوائز الرياضات الإلكترونية  | 2023       | المملكة العربية السعودية          |
| أفضل صانع محتوى لعام                        | حفل جوائز الرياضات الإلكترونية  | 2023       | المملكة العربية السعودية          |
| جائزة التميز لعام 2023 لفريق لعبة روكيت ليغ | حفل جوائز الرياضات الإلكترونية  | 2023       | المملكة العربية السعودية          |

## الإدارة
بعض من مدراء الأقسام في الفريق الشائعة أسماؤهم:
- مساعد الدوسري - المؤسس والرئيس التنفيذي.
- محمد المطيري - المدير العام.
- عثمان العنزي - مدير صُناع المحتوى.
- عامر الشمري - مدير القسم الإعلامي.
- سعود الصديق - مدير الإدارة القانونية.
- فواز العتيبي - مدير البضائع.